# How Great Thou Art (Elvis Presley)
How Great Thou Art è il 23° album in studio di Elvis Presley, pubblicato nel 1967 negli Stati Uniti.

## Descrizione
L'album è completamente costituito da brani gospel a tematica religiosa.
Le sedute di registrazione ebbero luogo nello Studio B della RCA a Nashville, Tennessee, il 25, 26, 27, e 28 maggio 1966.
Nel 2008, la Sony Music ha ristampato l'album rimasterizzato in formato CD con l'aggiunta di tre bonus track. Le prime due erano state precedentemente pubblicate su singolo nel 1968, e la terza è uno scarto dalle sessioni agli American Sound Studio del 1969.

## Copertina
La chiesa raffigurata in copertina alle spalle di Presley è la "First Church of Christ", situata a Sandwich, Massachusetts.

## Accoglienza
L'album raggiunse la posizione numero 18 della classifica di Billboard. Il disco ha vinto un Grammy Award nel 1967 nella categoria Best Sacred Performance (Miglior interpretazione di musica sacra). Il 13 ottobre 2010 è stato certificato triplo platino dalla RIAA.

## Tracce
Lato A
1. How Great Thou Art (Stuart K. Hine) - 3:00
2. In the Garden (C. Austin Miles) - 3:11
3. Somebody Bigger Than You and I (Hy Heath, Sonny Burke, Johnny Lange) - 2:25
4. Farther Along (traditional) - 4:04
5. Stand By Me (traditional) - 2:26
6. Without Him (Mylon LeFevre) - 2:27

Lato B
1. So High (traditional) - 1:56
2. Where Could I Go But to the Lord (J.B. Coats) - 3:36
3. By And By (traditional) - 1:49
4. If the Lord Wasn't Walking By My Side (Henry Slaughter) - 1:36
5. Run On (traditional) - 2:21
6. Where No One Stands Alone (Mosie Lister) - 2:42
7. Crying in the Chapel (Artie Glenn) - 2:24

### Bonus tracks nella ristampa del 2008
1. You'll Never Walk Alone (Oscar Hammerstein II e Richard Rodgers) - 2:43
2. We Call On Him (Fred Karger, Sid Wayne, Ben Weisman) - 2:31
3. Who Am I? (Charles Rusty Goodman) - 2:07

## Formazione
- Elvis Presley – voce
- The Jordanaires - voce
- The Imperials - voce
- Millie Kirkham, Dolores Edgin, June Page - voce
- Boots Randolph, Rufus Long - sassofono
- Scotty Moore, Chip Young – chitarra
- Charlie McCoy - chitarra, basso, armonica
- Pete Drake - chitarra pedal steel
- Floyd Cramer - pianoforte
- David Briggs, Henry Slaughter - pianoforte, organo
- Bob Moore, Henry Strzelecki - basso
- D. J. Fontana - batteria
- Buddy Harman – batteria, timpani